# SCP 06F6
SCP-06F6 es (o fue) un objeto astronómico de tipo desconocido, descubierto utilizando información del Canal de Campo Amplio de la Cámara avanzada para sondeos del Telescopio Espacial Hubble. El objeto fue descubierto el 21 de febrero de 2006, durante un sondeo de la agrupación galáctica CL 1432.5+3332.8.
De acuerdo a la investigación hecha por (entre otros) Kyle Barbary de la Universidad de California, Berkeley, el objeto relumbró por un periodo de alrededor de 100 días, alcanzando un punto máximo de intensidad de magnitud 21; luego se fue apagando durante un periodo similar.
Barbary y otros reportaron que el espectro de luz emitido del objeto no era compatible con los tipos de supernova conocidos, ni tampoco era similar a algún fenómeno conocido en la base de datos del Sloan Digital Sky Survey. Además, ninguna estrella de la Vía Láctea u otra galaxia externa ha sido detectada en ese lugar, lo que significa que cualquier fuente es demasiado débil.
La forma de la curvatura de la luz es inconsistente con microlente gravitacional.
Su falta de movimiento paralelo significaría que no puede estar a menos de 130 años luz, y su falta de absorción de hidrógeno cósmico en su espectro luminoso significaría que no puede estar más lejos de 11 mil millones de años luz.
Los autores sugieren que el SCP 06F6 pudiera representar "una nueva clase" de Objeto astronómico.